# Mongol Derby
De Mongol Derby is een paardrijdwedstrijd die bekend staat als de langste race ter wereld. De deelnemers leggen in negen dagen een afstand van duizend kilometer af over het Mongools-Mantsjoerisch grasland.

## Geschiedenis
De eerste Derby werd in 2009 gehouden en vindt sindsdien jaarlijks plaats. De wedstrijd is geïnspireerd naar het voorbeeld van de oude postroutes in het Mongoolse Rijk van Dzjengis Khan, waarbij koeriers door middel van paardwisselstations in korte tijd grote afstanden konden afleggen. Het deelnemersveld bestaat jaarlijks uit enkele tientallen ruiters.
De schrijfster Frederique Schut was in 2011 de eerste Nederlander die de derby wist te voltooien. Het beste resultaat werd behaald in 2013 door Kirsten Melis die derde werd.
De film All the Wild Horses uit 2017 gaat over de Derby. De producent Ivo Marloh heeft zowel in 2012 als in 2016 de derby gereden om zo aan het benodigde filmmateriaal te komen.

## Regels
De deelnemers, die vooral afkomstig zijn uit westerse landen, leggen in negen dagen tijd een afstand af van duizend kilometer. Er zijn vijfentwintig wisselstations waar ze om de veertig kilometer van paard moeten wisselen. De paarden zijn semi-wild. De rijder die als eerste arriveert heeft het recht om als eerste een vers paard uit te kiezen. Een ruiter krijgt een tijdstraf wanneer bij aankomst op een wisselstation de hartslag van paard te hoog is, of zijn conditie te slecht. Om de paarden te sparen mag een ruiter maximaal tachtig kilo wegen en vijf kilo bagage bij zich hebben.
Het inschrijfgeld van de Mongol Derby ligt omgerekend rond de elfduizend euro (2019). Ruiters moeten aan kunnen tonen dat zij over voldoende vaardigheden beschikken om lange tijd op een paard te zitten. De route verschilt per jaar en wordt pas kort van tevoren bekendgemaakt. De ruiters mogen alleen tussen half zes in de ochtend en half negen in de avond zich verplaatsen en bepalen de route via GPS. Doorgaans slaagt maar de helft van de ruiters erin om de Derby te voltooien.